# Hospital Nuestra Señora de Lourdes
El Hospital Nuestra Señora de Lourdes es un hospital de 230 camas terciario y sin fines de lucro ubicado en Manila, Filipinas. Es una parte de la East Manila Hospital Managers Corporation. El Hospital Nuestra Señora de Lourdes fue fundado en 1958 por las Hermanas Misioneras Siervas del Espíritu Santo a través de Congregación del Hospital de Nuestra Señora de Lourdes, una corporación sin acciones, sin fines de lucro. El hospital es administrado actualmente por el Metro Pacific Investments Corporation después de que el hospital acordó un contrato de arrendamiento de 20 años a partir de noviembre de 2010.
El Dr. Carlos Casas preparó el nacimiento del Hospital Nuestra Señora de Lourdes el 15 de julio de 1948 y fue codirigido por el Dr. Basilio Valdés como director médico. Se pidió a las monjas de las Hermanas Misioneras Siervas del Espíritu Santo, que se unieran a su equipo de enfermería durante la manitla de la postguerra.